# Camèlids
Els camèlids (Camelidae) són una família del subordre dels tilòpodes.
Els camèlids són artiodàctils: pertanyen al mateix ordre que els porcs, pècaris i hipopòtams (subordre Suidae) i el subordre Ruminantia (remugants) molt divers i abundant en espècies (que inclou bous, cabres, antílops i molts d'altres. Com molts remugants, els camèlids tendeixen a ser de gran mida i herbívors estrictes.
Els camèlids presenten algunes característiques que els diferencien dels remugants. Tenen un estómac de tres compartiments en comptes de quatre; el llavi superior està format per dues parts amb mobilitat independent; un sol incisiu a la mandíbula superior; i una característica excepcional entre tots els mamífers: els seus eritròcits són el·líptics. Tenen cames llargues que, a causa del fet que els manca pell entre la cuixa i el tronc, encara sembla més llargues quan estan estirades i tot i que tenen peülles només la part anterior de la peülla toca el terra i és la planta, reforçada en una espècie de sola de cuir, la que suporta la major part del pes de l'animal. Els camèlids sud-americans, que estan adaptats a terrenys costerosos i rocosos, poden moure els tous dels dits per mantenir l'adherència al sòl. Les dues espècies afroasiàtiques han desenvolupat adaptacions específiques per a sobreviure en ambients erms i extremament eixuts.
Els camèlids són excepcionals quant a la seva distribució actual, ja que aquesta és exactament la contrària a l'originària. Van aparèixer molt aviat durant l'evolució dels artiodàctils, fa uns 45 milions d'anys, durant l'Eocè tardà, en el que actualment és Nord-amèrica. La família va diversificar-se però quedà confinada en aquell continent fins que, 2 o 3 milions d'anys, algunes espècies arribaren a l'Àsia i després de la formació de l'istme de Panamà, a Sud-amèrica.
Els camèlids originaris de Nord-amèrica foren comuns fins fa relativament poc en temps geològics, quan desaparegueren, probablement com a resultat de la caça o de canvis en l'entorn produïts pels primers humans que hi arribaren. Dues espècies del grup afroasiàtic sobrevisqueren: el dromedari del nord d'Àfrica i el sud-oest d'Àsia i el camell bactrià de l'est asiàtic. Del grup sud-americà, que ha divergit en un grup de diferents de taxons molt propers, es divideix usualment en quatre espècies: la llama, l'alpaca, el guanac i la vicunya.
Els camèlids sud-americans estan emparentats amb els d'Àfrica i Àsia. La diferència morfològica fonamental és que aquests tenen gep i són més grossos. La diferenciació i especialització ha estat producte d'una evolució de milions d'anys.

## Classificació científica
- Ordre Artiodactyla
  -     - Família Tayassuidae: pècari

  - Subordre Tylopoda
    - Família Camelidae
      - Gènere: Lama
        - Llama, Lama glama
        - Alpaca, Lama pacos
        - Guanac, Lama guanicoe

      - Gènere: Vicugna
        - Vicunya, Vicugna vicugna

      - Gènere: Camelus
        - Dromedari, Camelus dromedarius
        - Camell, Camelus bactrianus

      - Gènere: Poebrotherium, camells extints
        - Poebrotherium wilsoni
        - Poebrotherium chadronense
        - Poebrotherium eximium
        - Poebrotherium franki

      - Gènere: Protylopus, extint
        - Protylopus petersoni
        - Protylopus annectens
        - Protylopus pearsonensis
        - Protylopus robustus
        - Protylopus stocki